# Дионисио, Августин
Дионисио Августин II (родился 16 июня 1992 года) — микронезийский олимпийский пловец.
Представлял свою страну на летних Олимпийских играх 2016 года в плавании на 50 метров вольным стилем среди мужчин, где занял 65-е место со временем 26,17 секунды. Не прошёл в полуфинал.
Дионисио соревнуется на дистанциях 100 м на спине, 100 м брассом, 100 м вольным стилем, 50 м брассом, 50 м баттерфляем и 50 м вольным стилем. Участвовал на чемпионатах мира по плаванию 2009, 2010, 2011, 2014, 2015, 2017 годах и на V Азиатских игра по боевым искусствам и состязаниям в помещениях в Туркмении. Лучший результат на чемпионатах мира — 51-е место в 2011 году на чемпионате мира в Китае на дистанции 50 м баттерфляем.